# Conospermum toddii
Conospermum toddii är en tvåhjärtbladig växtart som beskrevs av F. Müll.. Conospermum toddii ingår i släktet Conospermum och familjen Proteaceae. Inga underarter finns listade i Catalogue of Life.